# كرة القدم في دورة ألعاب كل إفريقيا 2011 - تصفيات الرجال
تصفيات الرجال لبطولة كرة القدم في الألعاب الأفريقية 2011.

## منطقة 1 [شمال إفريقيا]
الساق الأولى مقرر ان تاخذ مكانها في 15/16/17 إبريل، 2011. الساق الثانية مقرر ان تاخذ مكانها في 30/29 إبريل و1 مايو، 2011.
| فريق 1 | نتج. | فريق 2 | ساق الـ1 | ساق الـ2 |
| ------ | ---- | ------ | -------- | -------- |
| مصر    |      | ليبيا  |          |          |

## منطقة 2 [غرب إفريقيا 1]

### الجولة التمهيدية
الساق الأولى مقرر ان تاخذ مكانها في 15/16/17 إبريل، 2011. الساق الثانية مقرر ان تاخذ مكانها في 30/29 إبريل و1 مايو، 2011.
| فريق 1      | نتج. | فريق 2  | ساق الـ1 | ساق الـ2 |
| ----------- | ---- | ------- | -------- | -------- |
| غينيا       |      | مالي    |          |          |
| غينيا بيساو |      | السنغال |          |          |

### الجولة الأولى
الساق الأولى مقرر ان تاخذ مكانها في 26/25/24 يونيو، 2011. الساق الثانية مقرر ان تاخذ مكانها في 10/9/8 يوليو، 2011.
| فريق 1                 | نتج. | فريق 2        | ساق الـ1 | ساق الـ2 |
| ---------------------- | ---- | ------------- | -------- | -------- |
| غينيا بيساو أو السنغال |      | غينيا أو مالي |          |          |

## منطقة 3 [غرب إفريقيا 2]

### الجولة التمهيدية
الساق الأولى مقرر ان تاخذ مكانها في 15/16/17 إبريل، 2011. الساق الثانية مقرر ان تاخذ مكانها في 30/29 إبريل و1 مايو، 2011.
| فريق 1  | نتج. | فريق 2  | ساق الـ1 | ساق الـ2 |
| ------- | ---- | ------- | -------- | -------- |
| ليبيريا |      | نيجيريا |          |          |
| غانا    |      | بنين    |          |          |

### الجولة الأولى
الساق الأولى مقرر ان تاخذ مكانها في 26/25/24 يونيو، 2011. الساق الثانية مقرر ان تاخذ مكانها في 10/9/8 يوليو، 2011.
| فريق 1             | نتج. | فريق 2       | ساق الـ1 | ساق الـ2 |
| ------------------ | ---- | ------------ | -------- | -------- |
| ليبيريا أو نيجيريا |      | غانا أو بنين |          |          |

## منطقة 4 [وسط إفريقيا]

### الجولة التمهيدية
الساق الأولى مقرر ان تاخذ مكانها في 15/16/17 إبريل، 2011. الساق الثانية مقرر ان تاخذ مكانها في 30/29 إبريل و1 مايو، 2011.
| فريق 1 | نتج. | فريق 2                      | ساق الـ1 | ساق الـ2 |
| ------ | ---- | --------------------------- | -------- | -------- |
| غينيا  |      | جمهورية الكونغو الديمقراطية |          |          |

 الكاميرون تلقت دخول مباشر للدور الأول من التصفيات.

### الجولة الأولى
الساق الأولى مقرر ان تاخذ مكانها في 26/25/24 يونيو، 2011. الساق الثانية مقرر ان تاخذ مكانها في 10/9/8 يوليو، 2011.
| فريق 1                         | نتج. | فريق 2    | ساق الـ1 | ساق الـ2 |
| ------------------------------ | ---- | --------- | -------- | -------- |
| الغابون أو الكونغو الديمقراطية |      | الكاميرون |          |          |

## منطقة 5 [شرق إفريقيا]

### الجولة التمهيدية
الساق الأولى مقرر ان تاخذ مكانها في 15/16/17 إبريل، 2011. الساق الثانية مقرر ان تاخذ مكانها في 30/29 إبريل و1 مايو، 2011.
| فريق 1  | نتج. | فريق 2  | ساق الـ1 | ساق الـ2 |
| ------- | ---- | ------- | -------- | -------- |
| أوغندا  |      | تنزانيا |          |          |
| إرتيريا |      | كينيا   |          |          |

### الجولة الأولى
الساق الأولى مقرر ان تاخذ مكانها في 26/25/24 يونيو، 2011. الساق الثانية مقرر ان تاخذ مكانها في 10/9/8 يوليو، 2011.
| فريق 1           | نتج. | فريق 2            | ساق الـ1 | ساق الـ2 |
| ---------------- | ---- | ----------------- | -------- | -------- |
| إرتيريا أو كينيا |      | أوغندا أو تنزانيا |          |          |

## منطقة 6 [جنوب إفريقيا]

### الجولة التمهيدية
الساق الأولى مقرر ان تاخذ مكانها في 9/8/7 يناير، 2011. الساق الثانية مقرر ان تاخذ مكانها في 23/22/21 يناير، 2011.
| فريق 1     | نتج. | فريق 2       | ساق الـ1 | ساق الـ2 |
| ---------- | ---- | ------------ | -------- | -------- |
| سويزيلاندا | 2-1  | بوتسوانا     | 1-0      | 1-1      |
| ملاوي      | 1-4  | ليسوتو       | 0-3      | 1-1      |
| أنغولا     | 6-2  | جنوب أفريقيا | 4-1      | 2-1      |
| زامبيا     | 4-3  | زيمبابوي     | 3-2      | 1-1      |

- ^1ناميبيا انسحبت، سمح لجنوب أفريقيا بالمشاركة

### الجولة الأولى
الساق الأولى مقرر ان تاخذ مكانها في 15/16/17 إبريل، 2011. الساق الثانية مقرر ان تاخذ مكانها في 30/29 إبريل و1 مايو، 2011.
| فريق 1   | نتج. | فريق 2       | ساق الـ1 | ساق الـ2 |
| -------- | ---- | ------------ | -------- | -------- |
| ملاوي    |      | جنوب أفريقيا |          |          |
| بوتسوانا |      | زيمبابوي     |          |          |

### الجولة الثانية
الساق الأولى مقرر ان تاخذ مكانها في 26/25/24 يونيو، 2011. الساق الثانية مقرر ان تاخذ مكانها في 10/9/8 يوليو، 2011.
| فريق 1 | نتج. | فريق 2 | ساق الـ1 | ساق الـ2 |
| ------ | ---- | ------ | -------- | -------- |
| فائز 1 |      | فائز 2 |          |          |

## منطقة 7 [محيط الهندي]

### الجولة التمهيدية
الساق الأولى مقرر ان تاخذ مكانها في 15/16/17 إبريل، 2011. الساق الثانية مقرر ان تاخذ مكانها في 30/29 إبريل و1 مايو، 2011.
| فريق 1 | نتج. | فريق 2 | ساق الـ1 | ساق الـ2 |
| ------ | ---- | ------ | -------- | -------- |
| سيشل   |      | مدغشقر |          |          |

## البطولة النهائية
الدول التالية قد تأهلت لتشارك في البطولة:
- موزمبيق - المستضيف